# C16orf58
C16orf58‏ (Chromosome 16 open reading frame 58) هوَ بروتين يُشَفر بواسطة جين C16orf58 في الإنسان.